# Кальцинация
Кальцина́ция (возможно повторное заимствование уже имеющегося в русском языке более старого термина обжиг; от лат. calx — известь) — придание веществу новых свойств путём нагревания до высоких температур (не достигая точки плавления) с целью удаления летучих примесей или для окисления и придания хрупкости (для облегчения измельчения). Руды свинца, цинка, кальция, меди и железа при отжиге образуют оксиды, которые используют как красители или как промежуточные компоненты при извлечении металлов.